# Mesochorus hispidus
Mesochorus hispidus là một loài tò vò trong họ Ichneumonidae.